# Гутовской, Николай Владимирович
Николай Владимирович Гутовской (24 января 1876, Нижний Новгород 12 октября 1933, Томск) — российский и советский специалист в области материаловедения, металлургии, профессор по кафедре «Механическая технология (заводские машины)» Томского технологического института, ректор ТТИ в 1921—1930 годах.
Также использовалось написание фамилии как Гутовский

## Биография
В 1895 г. окончил Нижегородский дворянский институт императора Александра II и в 1902 г. — механическое отделение Санкт-Петербургского технологического института с дипломом инженера-технолога.
С 1895 по 1914 работал в Санкт-Петербургском технологическом институте.
С 1914 г. — преподаватель Томского технологического института.
В 1921—1930 гг. — ректор Томского технологического института.
Преподавал также в Сибирском металлургическом институте.
Умер в возрасте 57 лет после тяжёлой болезни, был похоронен на Преображенском кладбище г. Томска, могила не сохранилась.

## Научная, общественная, педагогическая деятельность
Занимался научной работой в области металловедения. Исследовал особенности кристаллизации и формирования структуры железоуглеродистых сплавов, уточнял положение линий и некоторых точек на диаграмме железо-углерод.
С 1914 г. интенсивно занимался проблемой создания в Сибири металлургической промышленности и подготовкой кадров, специалистов по металлургии. Более 20 лет вёл занятия со студентами горного отделения по технологии металлов, принял деятельное участие в организации в рамках металлургической специальности особого прокатного уклона. Под его руководством в 1920-е годы были подготовлены первые в Сибири инженеры-прокатчики, многие из них затем успешно работали на Кузнецком металлургическом комбинате.
С 1913 г. являлся консультантом Копикуза. Занимался изучением возможности создания в Сибири крупного завода по производству чёрных металлов, проводил необходимые подготовительные работы. Для строительства завода в 1915 г. была избрана т. н. Горбуновская площадка (располагалась в черте нынешнего г. Новокузнецка), на которой впоследствии был построен Кузнецкий металлургический комбинат. В 1918 г. возглавил Совет по разработке Урало-Кузнецкого металлургического проекта.
15 января 1929 г. СНК СССР и Совет труда и обороны принял решение о строительстве Кузнецкого металлургического комбината.
В 1929—1930 гг. по инициативе Николая Владимировича и под его руководством была создана первая в Томске сварочная лаборатория, расположившаяся в физическом корпусе Томского технологического института.
В 1929 г. в Томске в составе Сибирского физико-технического института был организован научно-исследовательский отдел металлов, который возглавил Николай Владимирович. Этот отдел создавался Всесоюзным институтом металлов.
В 1930 г. на базе отдела Н. В. Гутовского образовался самостоятельный научно-исследовательский институт — Сибирский институт металлов, и Николай Владимирович стал его директором. Институт успешно развивался. В 1931 г. в его составе уже было 7 лабораторий, бюро экспертиз и механические мастерские. Этот НИИ, возглавляемый профессором Гутовским, становится ведущим научно-исследовательским центром в Сибири и на Дальнем Востоке в области металловедения, металлургии, обработке металлов давлением и сварки.
В 1935 г. Сибирский институт металлов был переведён в Новосибирск. Кроме основной работы в качестве директора созданного им института, Николай Владимирович является по совместительству профессором Сибирского института чёрных металлов, образовавшегося в Томске в 1930 г. после разделения технологического института на ряд вузов. Здесь он продолжает возглавлять подготовку специалистов по прокатному производству. Этой работой Н. В. Гутовский занимается по совместительству и после перевода этого вуза в Новокузнецк в 1931 году.

## Награды
Медаль «В память 300-летия царствования Дома Романовых». [1; 73]

### Публикации Гутовского Н. В.
- Гутовский Н. В. Юбилейный сборник 1900-1925. Исторический очерк возникновения и развития ТТИ // Известия Томского политехнического университета [Известия ТПУ]. — 2003. — Т. 306, № 7. — С. 28—29.
- Гутовский Н. В. К теории системы: железо-углерод. Часть I. Плавление и затвердевание железо-углерод-сплавов // Известия Томского Технологического Института [Известия ТТИ]. — 1914—1915. — Т. 36, № 4.

### Об Н. В. Гутовском
- Биографический справочник «Профессора Томского политехнического университета»: Том 1/ Автор и составитель А. В. Гагарин. — Томск: Изд-во научно-технической литературы, 2000. — 300с.
- Лозинский Ю. М. «Он был творцом в науке о металле и звуки скрипки он боготворил»: очерк о профессоре Н. В. Гутовском // Томский политехник. — 1999. — Вып. 5.
- Чучалин А. И. Ректор Гутовский. Ученый, ставший организатором сибирской металлургии // Томский политехник. — 2001. — Вып. 7.